# Green Island (ö i Australien, Western Australia, lat -34,99, long 117,95)
Green Island är en ö i Australien. Den ligger i delstaten Western Australia, omkring 390 kilometer sydost om delstatshuvudstaden Perth.
Genomsnittlig årsnederbörd är 881 millimeter. Den regnigaste månaden är september, med i genomsnitt 134 mm nederbörd, och den torraste är februari, med 21 mm nederbörd.